# Malaika (Phyxelididae)
Malaika là một chi nhện trong họ Phyxelididae.

## Các loài
- Malaika delicatula Griswold, 1990
- Malaika longipes (Purcell, 1904)